# Ribautodelphax ochreata
Ribautodelphax ochreata är en insektsart som beskrevs av Vilbaste 1965. Ribautodelphax ochreata ingår i släktet Ribautodelphax och familjen sporrstritar. Inga underarter finns listade i Catalogue of Life.